# バスケットボールリビア代表
バスケットボールリビア代表（バスケットボールリビアだいひょう、Libya men's national basketball team）は、リビアバスケットボール連盟により国際大会に派遣される男子バスケットボールのナショナルチームである。

## 歴史
1961年よりFIBAに加盟。2005年イスラム諸国連合競技大会や2007年パンアラブ競技大会にも出場している。
アフリカ選手権は計4度出場し最高位は5位。2009年大会は自国開催で11位。

## 主な国際大会成績
- オリンピック
  - 出場なし
- ワールドカップの成績
  - 出場なし
- アフリカ選手権の成績
  - 1965年 ― 5位
  - 1970年 ― 5位
  - 1978年 ― 10位
  - 2009年 ― 11位